# Radocsay Dénes

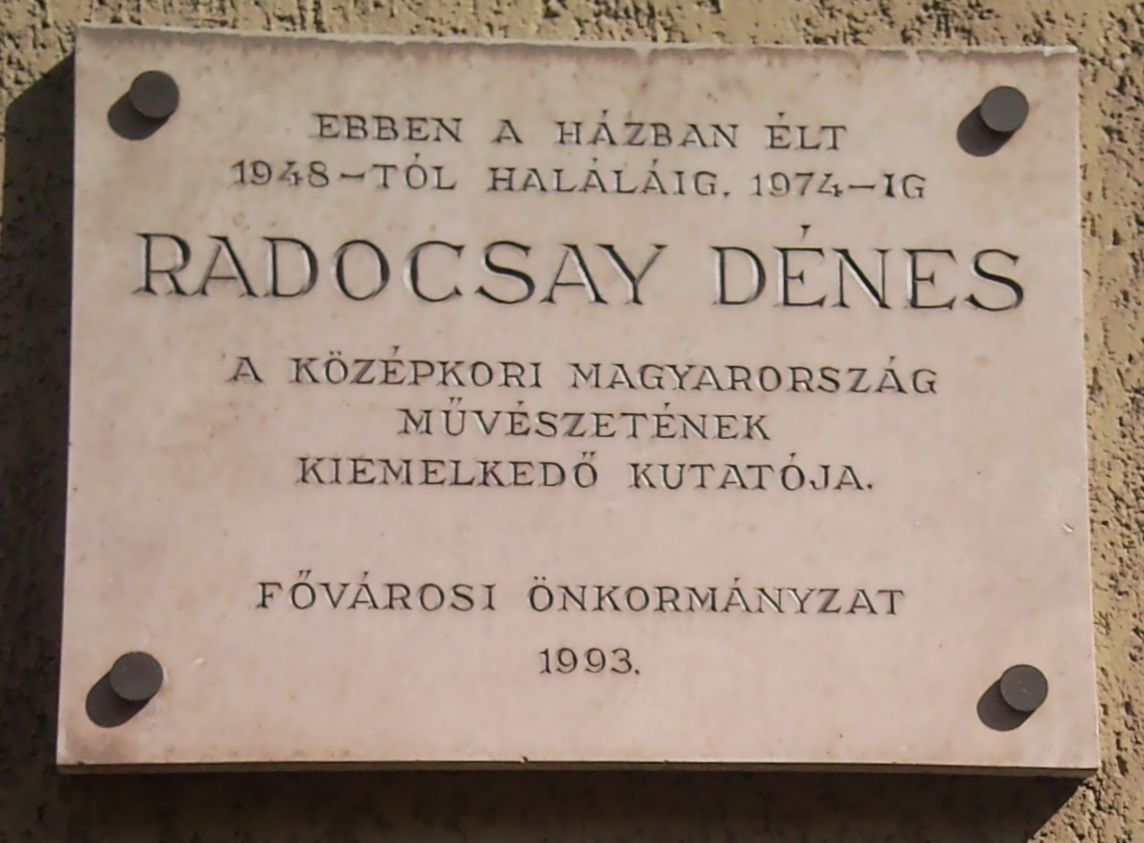
Emléktáblája egykori lakhelyén (XII. ker., Kékgolyó u. 20)

Radocsay Dénes (Liptószentmiklós, 1918. augusztus 17. – Budapest,  1974. december 5.) magyar művészettörténész.

## Életpályája
A Budapesti Egyetemen tanult. 1941-től a Szépművészeti Múzeumban a Modern Képtárban dolgozott. 1964-ben a művészettörténeti tudomány doktora lett. A Szépművészeti Múzeum régi magyar gyűjteményének vezetője, 1970-től az Iparművészeti Múzeum igazgatója volt. Főleg a középkori Magyarország freskóival és táblaképeivel foglalkozott. Jelentős tanulmányaiban foglalkozott a gótikus heraldikai miniatúrákkal.

## Művei
- A középkori Magyarország falképei, 1954
- A középkori Magyarország táblaképei, 1955
- Gótikus magyar címereslevelek. MTÉ 6 (1957), 289. l.
- Magyarországi reneszánsz művészet, 1959
- Gótikus festmények Magyarországon, 1963
- A középkori Magyarország faszobrai, 1967
- Egy Zsigmond-kori címeradomány. Művészettörténeti Értesítő, 1972/4.
- Falképek a középkori Magyarországon, 1977